# Tour de France des Indépendants 1910
Le Tour de France des Indépendants 1910, aussi connu sous le nom de Tour de France Peugeot-Wolber, est une course cycliste ayant rassemblé plus de 500 compétiteurs sur plus de 3 000 km entre les 7 août et 4 septembre 1910. Cette première édition fut remportée par René Guénot.

## Histoire
Les journalistes de l'époque, et notamment ceux de L'Auto (devenu aujourd'hui L'Équipe) ne tarissaient pas d'éloges ni de superlatifs en tous genres destinés aux organisateurs Peugeot et Wolber et aussi aux coureurs de "cette épreuve monstre et sans précédent de 14 étapes sur 3 000 km".
À 6 h 30, le 7 août 1910, sur 652 personnes initialement inscrites, 526 « batailleurs de la formidable armée des engagés » lancent sur les routes de France depuis la Brasserie Gruber, à proximité de la Gare de Lyon à Paris.
Un mois plus tard, ils n’étaient plus que 316 à faire leur entrée triomphale sur le ciment du parc des Princes, avec la consécration de Guénot, numéro un du classement final.
Ci-après figure un petit florilège des commentaires des reporters sportifs ayant accompagné « l’épreuve la plus fantastique qui ait été jamais organisée en faveur des jeunes ».
- « Le grand œuvre du Lion (Peugeot) de Valentigney présentera un caractère tout spécial, d’un pittoresque achevé, sortant totalement de la banalité des épreuves ordinaires ».
- « tous les sportsmen, tous les profanes même, conserveront de leur passage (des coureurs) une impression inoubliable »
- « Il fallait s’appeler Peugeot et Wolber, et être épris de la diffusion sportive, pour sacrifier de gaieté de cœur une véritable fortune afin de faire connaître à tous, les bienfaits du cyclisme et l’incontestable utilité qui fait de lui la plus belle invention démocratique du siècle ».
- « une sensationnelle première, un spectacle unique dans les annales du cyclisme ».

Cette aventure des indépendants ne devait pas perdurer et disparaissait avant la Grande Guerre, avec une ultime édition en 1911.

## Les étapes
| Étape     | Au Départ              | Date        | Villes étapes              | km     | Vainqueur d'étape |
| 1re étape | 526 coureurs           | 7 août      | Paris - Reims              | 198 km | 1. René Guénot (Vélo Club de Levallois) en 6 h 40 min 00 s 2. Henri Pélissier 3. Bouheben 4. Léon Valloton 5. Février 6. Maurice Grec 7. Victor Gemptel 9. Icher 10. Charles Dubois 11. Alain Dubois - 462 coureurs classés |
| 2e étape  | 446 coureurs           | 9 août      | Reims - Nancy              | 210 km | 1. Emile Wirtz en 7 h 45 min 00 s 2. Pierre Vugé à 2 roues 3. Léon Valloton 4. René Guénot 5. Massicot 6. Pertusot 7. Gaston Degy 8. Marcel Baumler - 434 coureurs classés |
| 3e étape  | -                      | 11 août     | Nancy - Belfort            | 220 km | 1. Julien Loisel en 8 h 10 min 27 s 2. Marcel Baumler à 1 min 33 s 3. René Guénot 4. Charles Kippert à 5 min 33 s 5. Léon Valloton 6. Sadi Bricout 7. Emile Wirtz 8. Léon Parisot 9. Félix Goethals 10. Pierre Vugé 11. Gaston Degy ... 283. Pierre Siret |
| 4e étape  | 405 coureurs           | 14 août     | Belfort - Chalon-sur-Saône | 208 km | 1. René Guénot en 6 h 25 min 00 s 2. Léon Valloton 3. Charles Kippert 4. Gaston Degy 5. Henri Pélissier 6. Massicot 7. Daum 8. Guyot 9. Léon Parisot 10. Lacquit ... 320. Pierre Siret |
| 5e étape  | 376 coureurs au départ | 16 août     | Chalon-sur-Saône - Valence | 226 km | 1. Pierre Vugé en 6 h 27 min 32 s 2. Gabriel Figuet à 2 roues 3. Henri Pélissier à 7 roues 4. Léon Valloton 5. Milleroux 6. Daum 7. François Julien 8. Genicot 9. Oskar Egg 10. Gaston Degy ... 14. René Guénot |
| 6e étape  | 363 coureurs           | 18 août     | Valence - Marseille        | 223 km | 1. Emile Wirtz en 7 h 26 min 00 s 2. Henri Pélissier 3. Guyot à 5 mètres 4. Sadi Bricout à 2 roues de Guyot 5. Icher 6. Léon Valloton à 5 min 00 s 7. Jean Morini 8. Barthélémy Castelain 9. Baijard 10. Pertusot - 363 coureurs classés |
| 7e étape  | -                      | 21 août     | Marseille - Montpellier    | 230 km | 1. Marcel Baumler en 7 h 58 min 00 s 2. Bétemps 3. Emile Engel 4. Maurice Grec 5. Sadi Bricout 6. Belaubre 7. Léon Parisot 8. Gabriel Figuet 9. Génicot 10. René Guénot |
| 8e étape  | 343 coureurs au départ | 23 août     | Carcassonne - Toulouse     | 245 km | 1. René Guénot en 9 h 38 min 00 s 2. Sadi Bricout 3. Charles Dubois 4. Henri Pélissier 5. Léon Valloton 6. Maurice Grec 7. Morra 8. Pierre Vugé 9. Guyot 10. Génicot 11. Baudum 12. André Huret 13. Julien Loisel à 100 mètres 14. Degy |
| 9e étape  | 341 coureurs           | 25 août     | Toulouse - Bordeaux        | 260 km | 1. Henri Pélissier en 8 h 03 min 00 s 2. René Guénot à 1/2 mètre 3. Bétemps 4. Charles Kippert 5. Marcel Baumler 6. Guyot 7. François Julien 8. Emile Engel 9. Guénot 10. René Gerwig - 341 coureurs classés |
| 10e étape | 320 coureurs           | 27 août     | Cognac - La Rochelle       | 204 km | 1 1. Emile Engel en 7 h 05 min 00 s 2. René Guénot 3. Léon Valloton 4. Charles Kippert 5. Bétemps 6. Maurice Grec 7. Marcel Baumler 8. Pierre Vugé 9. Jean Morel - 320 coureurs classés |
| 11e étape | 320 coureurs           | 29 août     | La Rochelle - Nantes       | 190 km | 1. Marcel Baumler en 6 h 14 min 00 s 2. Pierre Vugé à une roue 3. Charles Kippert 4. René Guénot 5. Gaston Degy 6. Bétemps 7. Maurice Grec 8. Sadi Bricout 9. Nezeloff 10. André Huret 11. Allignet 12. Génicot 13. Icher 14. Julien Loisel 320 coureurs classés |
| 12e étape | -                      | 31 août     | Nantes - Laval             | 180 km | 1. René Guénot en 5 h 47 min 00 s 2. Léon Valloton 3. Henri Pélissier à "peu de temps" 4. Charles Kippert 5. Gaston Degy 6. Marcel Baumler 7. Massicot 8. Pierre Vugé 9. Julien Loisel 10. Bétemps 11. Guyot 12. Génicot |
| 13e étape | -                      | 2 septembre | Laval - Caen               | 144 km | 1. Bétemps en 4 h 50 min 00 s 2. Sadi Bricout à une roue 3. Julien Loisel avec "un peu plus de retard" 4. Maurice Grec à 100 mètres de Loisel 5. Léon Valloton 6. Marcel Baumler 7. René Guénot 8. Pierre Vugé 9. François Julien 10. Gaston Degy |
| 14e étape | 316 coureurs           | 4 septembre | Le Havre - Paris           | 215 km | 1. Marcel Baumler en 7 h 00 min 00 s (Puteaux) 2. Henri Pélissier (Paris) 3. Guyot à 14 min 00 s (Chaux de Fonds) 4. François Julien (Marseille) 5. Léon Valloton (Levallois) 6. Emile Engel (La Garenne) 7. René Guénot 8. Gaston Degy 9. Maurice Grec 10. Nezeloff 11. Pierre Vugé 12. Arnould 13. Ayral 14 J. Loisel 15. Ferrara l6. Huret 17. Foucher 18. .Bétemps 19. Gerwig 20. Ledoux 21. Daum. 22.. Génicot (pneus .la Neva), 23. Laurençot, 24 Picquet 25 Kippert, 26. .Garjat 27A.Muller 28. Egg, 29.Sadi_Bricout, 30. J.Marcel, 31. Ch..Dubois, 32. Léon Fontaine, 33. Baijard, 34. Perry, 35. Schiegg, 36. Mora, 37. Monnet, 38. Massicot, 39. Chaumard, 40. Noel - 316 coureurs classés |

## Palmarès
| Classement 1-22 | Classement 23-45 | Classement 46-66 |
| --- | --- | --- |
| - 1. René Guénot 79 pts - 2. Léon Valloton 88 pts - 3. Henri Pélissier 138 pts - 4. Charles Kippert 160 pts - 5. Maurice Grec 168 pts - 6. Gaston Degy 192 pts - 7. Pierre Vugé 220 pts - 8. Sadi Bricout 251 pts - 9. Nezeloff 333 pts - 10. Bétemps 356 pts - 11. Julien Loisel 360 pts - 12. Charles Guyot 388 pts - 13. Massicot 402 pts - 14. François Julien 410 pts - 15. Génicot 423 pts - 16. Ch. Dubois 430 pts - 17. Arnoud 431 pts - 18. Daum 460 pts - 19. Emile Engel 583 pts - 20. Piquet 596 pts - 21. Laurençot 623 pts - 22. Morra 629 pts | - 23. Marcel Baumler 632 pts - 24. René Gerwig 636 pts - 25. Henri Ferrara 682 pts - 26. Oscar Egg 693 pts - 27. Jean Marcel 706 pts - 28. R. Dupin 713 pts - 29 Mazabraud 719 pts - 30. Lacquit 720 pts - 31. Schiegg 722 pts - 32. Alb. Dubois 800 pts - 33. A. Muller 803 pts - 34. Baijard 827 pts - 35. Cuchet 871 pts - 36. Allignet 873 pts - 37. André Huret 880 pts - 38. Le Nevez 884 pts - 39. Marynissen 923 pts - 40. Alpini 952 pts - 41. Clauss 996 pts - 42. Icher 1 001 pts - 43. Bruant 1 062 pts - 44. Pardieu 1 071 pts - 45. Béague 1 082 pts | - 46. Gargat 1 127 pts - 47. Robitaille 1 128 pts - 48. Paitrault 1 139 pts - 49. A. Mathieu 1 184 pts - 50. Hayet 1 208 pts - 51. Milleroux 1 295 pts - 52. Combes 1 336 pts - 53. Baudrier 1 386 pts - 54 Castelain 1431 pts - 55. Ayral 1 469 pts - 56. Havard 1 479 pts - 57. Evenisse 1 524 pts - 58. Foucher 1 527 pts - 59. Victorin 1 556 pts - 60. Monnet 1 575 pts - 61. Petit 1 785 pts - 62. Baudun 1 842 pts - 63. Œuvrard 2 042 pts - 64. Verbrègue 2 224 pts |

## Statistiques comparatives
|                                         | Tour de France des Indépendants 1910 | Tour de France 1910      |
| Nombre d'étapes                         | 14                                   | 15                       |
| Distance                                | 2 990 km                             | 4 737 km                 |
| Temps cumulé des vainqueurs d'étapes    | 90 h 29 min                          | 162 h 03 min             |
| Vitesse moyenne des vainqueurs d'étapes | 30,3 km/h                            | 29,62 km/h               |
| Participants                            | 526 partants, 316 classés            | 110 partants, 41 classés |

## Prix et Récompenses
- Prix : à chaque étape 1er une moto (Peugeot) 2e Une bicyclette piste (Peugeot) 3e une bicyclette Route (Peugeot) 4e un chronomètre or, 5e un chronomètre or et argent du 6e au 10e une médaille or ou espèces.
- Classement Général : 1er une voiture (Lion) 2e Un objet d'art, 3e une moto (Peugeot) 4e une Moto légère 5 et 6e une bicyclette piste (Peugeot) 7 , 8 , 9, 10e une bicyclette route (Peugeot).
- Prix spéciaux: Les coureurs vainqueurs montant une Bicyclette Peugeot auront le droit à chaque étape, en plus des prix ci-dessus indiqués : le 1er une Médaille d'or de 100 Francs espèces, le 2e (si le premier est sur Peugeot) une médaille d'or de 50 Francs espèces.